# Karl Reumuth
Karl Fürchtegott Reumuth (* 18. November 1886 in Wüstenbrand; † 26. April 1964) arbeitete nach seiner Promotion als Dozent an der Leipziger Hochschule für Lehrerbildung.

Zum 1. Mai 1933 trat er der NSDAP bei und schloss sich auch der SA an. Er hielt die Sprechweise von Adolf Hitler für vorbildlich und erwartete, so in einer Publikation, dass 

„jeder Deutsche die Rede, die der Führer bei der Ankündigung des Feldzuges gegen Polen vor dem Deutschen Reichstag hielt, in der ganzen Klanggestalt in seinem Herzen trage.“

Er war neben Otto Basler und Erich Gierach maßgeblich an der Erarbeitung des Regelwerks für die Reform der deutschen Rechtschreibung von 1944 beteiligt und gehörte auch in den ersten Nachkriegsjahren zum engeren Kreis der Orthographiereformer. Eine Verharrung Reumuths in einem mit der Mystifizierung des 'deutschen Gemüts' verbundenen völkischen Denken tritt auch nach dem Zweiten Weltkrieg in seinen an Pädagogischen Hochschulen und Lehrerseminaren weiterhin verbreiteten Lehrbüchern zutage:

„Wer sich aus der Volksgemeinschaft löst, wer nicht fühlt, daß er ‚ein Stück von ihr ist‘, kann nicht Dichter des Volkes sein. Sprachliche Meisterschaft allein macht den Dichter nicht aus. Entscheidend ist der Reichtum und die Tiefe des ,Gemütes‘“

## Schriften (Auswahl)
- (Hrsg.): Heimatgeschichte für Leipzig und den Leipziger Kreis. Leipzig 1927.
- Filosof, Teater und Fosfor. Neue Regeln für die deutsche Rechtschreibung – Fremdwörter werden eingedeutscht. In: Innsbrucker Nachrichten, 26. Juni 1944, S. 7 (online bei ANNO).
- Der muttersprachliche Unterricht. Bonn 1956 (Beiträge zur deutschen Spracherziehung 4)